# Phase One Karma
Phase One Karma (або P1K) — ІТ- компанія, яка створює продукти на основі технологій штучного інтелекту. За час існування компанії P1K створила Unicheck (став частиною Turnitin з 2020 року), платний онлайн-сервіс пошуку плагіату у текстових документах, та Loio, інструмент оптимізації роботи юристів з документами через порівняння та AI-аналіз.

## Історія
Phase One Karma було засновано у 2014 для розробки програмного забезпечення для виявлення плагіату в академічних текстах. Того ж року P1K створила свій перший продукт Unplag (відомий з 2017 року як Unicheck), що використовував технології штучного інтелекту, машинного навчання і технології розуміння природних мов. В розробці брали участь лінгвісти, IT-спеціалісти та викладачі.
Метою цього продукту було підвищення якості освіти шляхом інтеграції принципів академічної доброчесності в університетську культуру та покращення академічної мотивації студентів та викладачів. Unicheck став успішним технологічним продуктом, охопивши понад 1 мільйон користувачів у більш як 90 країнах світу на 2019 рік.
В рамках внутрішнього R&D департаменту, команда P1K розробила алгоритм визначення авторства — EMMA — щоб побороти проблему плагіату. Цей алгоритм побудовано на основі технології розуміння природних мов (NLU), який аналізує авторство через верифікацію стилю письма. Надалі, EMMA інтегрували в сервіс Unicheck. Алгоритм здатний з ймовірністю 92 % визначити авторство роботи за допомогою лише 3 текстів обсягом від 300 до 1000 слів кожен. Під час розробки EMMA тестувалася на авторських текстах у The Washington Post, The New York Times, The Daily Telegraph, The Times, The Wall Street Journal та іншими.
З 2019 року команда компанії P1K  працює над розробкою Loio, програмного забезпечення для юристів, яке трансформує рутинну роботу з цифровими документами та робить процес складання договорів простим, швидким та точним. Цей сервіс було створено для того, щоб знизити кількість помилок в документах, які виникають через фактори відволікання юристів та перевтоми внаслідок роботи в позаробочий час.
У 2020 році, продукт Phase One Karma Unicheck приєднався до кампанії Turnitin, щоб розробляти новітні рішення для підвищення рівня академічної доброчесності, якості освіти та науки, інвестуючи кошти в удосконалення технологій. Turnitin та Unicheck мають спільну мету — безперервне вдосконалення та інновації продуктів для 38 мільйонів студентів у 16 тисячах закладів освіти.
В своїх розробках компанія застосовує науково-дослідний підхід разом з технологіями NLP та NLU для розробки продуктів, які звільняють час від виконання рутинних завдань. Команду Phase One Karma активно залучають до проведення AI-досліджень та допомогу в розробці, тестуванні та впровадженні методів машинного виявлення парафразів (що вважаються плагіатом).